# اسکرانتون (پنسیلوانیا)
اسکرانتون (به انگلیسی: Scranton) شهری در ایالت پنسیلوانیا و ششمین شهر بزرگ این ایالت در کشور ایالات متحده آمریکا است که جمعیت آن در سرشماری سال ۲۰۱۰ میلادی، ۷۶٬۰۸۹ نفر بوده‌است. این شهر مرکز شهرستان لاکاونا در دره وایومینگ در پنسیلوانیای شمال شرقی است و یک دفتر قوه قضاییه فدرال ایالات متحده آمریکا را دارد. این شهر به‌طور کلی به نه بخش به نام‌های اسکرانتون شمالی، جنوبی، غربی، بخش تپه‌ای، مرکز شهر، مینوکا، کوه شرقی، پراویدنس و گرین ریدج تقسیم شده‌است، هرچند که وضعیت جداگانه‌ای برای خود ندارند و از لحاظ مدیریتی بخشی از اسکرانتون هستند.
اسکرانتون قلب جغرافیایی و فرهنگی رود لاکاوانا و شمال شرق پنسیلوانیا است و همچنین بزرگ‌ترین معدن آنتراسیت بود. اسکرانتون در ۱۴ فوریه ۱۸۵۴ به عنوان یک بخشی از شهرستان لوزرن و در ۲۳ آوریل ۱۸۶۶ به عنوان یک شهر ادغام شد. بعدتر این شهر به یک قطب صنعتی و یک مرکز معدن و راه‌آهن شد و مهاجران زیادی را جذب کرد.
محبوبیت عمده این شهر به علت سریال اداره (The office) است

## نگارخانه

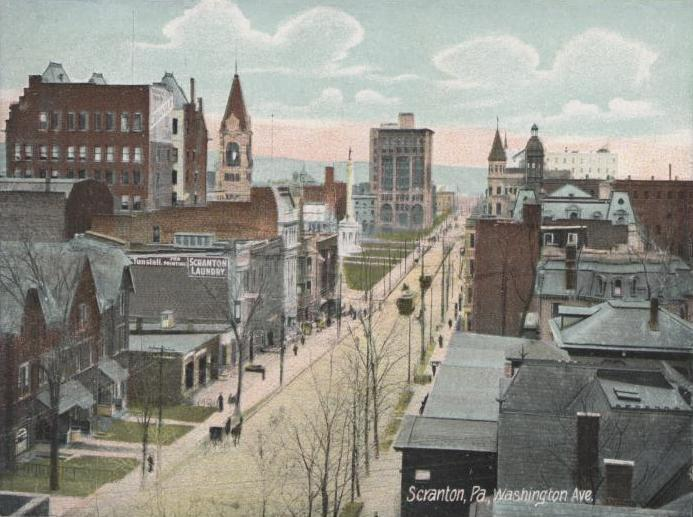
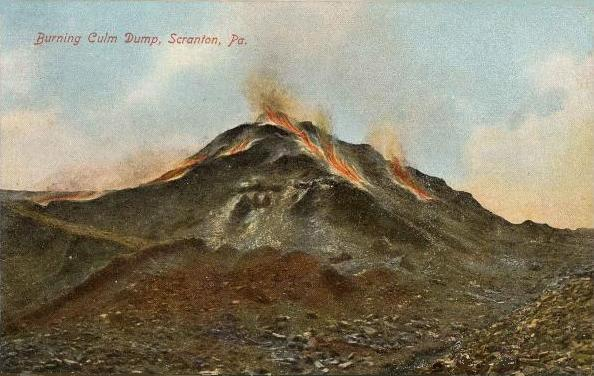
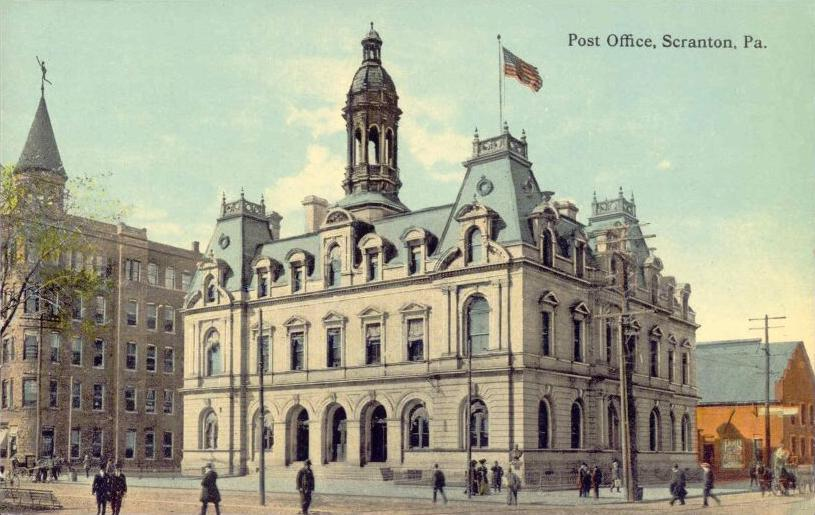